# ۵۴۴ (میلادی)
۵۴۴ (میلادی) پانصد و چهل و چهارمین سال تقویم میلادی است.

## درگذشتگان
‎